# Keratroides albidus
Keratroides albidus is een vlokreeftensoort uit de familie van de Talitridae. De wetenschappelijke naam van de soort is voor het eerst geldig gepubliceerd in 1987 door Friend.